# Gil Lê
Lê Thanh Trúc (sinh ngày 8 tháng 7 năm 1991), thường được biết đến với nghệ danh Gil Lê, là một nữ ca sĩ, diễn viên kiêm người dẫn chương trình người Việt Nam. Cô là cựu thành viên của nhóm nhạc nữ X5.

## Cuộc đời và sự nghiệp
Gil Lê sinh ra và lớn lên tại TP. Hồ Chí Minh. Từ năm 17 tuổi, Gil Lê đã bắt đầu gia nhập công ty Wepro chính thức tham gia showbiz với vai trò MC. Khi theo đuổi con đường âm nhạc, Gil trở thành một B-Girl khá đình đám trong giới Underground Sài Gòn.
Gil Lê bước ra từ chương trình Sáng Bừng Sức Sống, là cựu thành viên nhóm nhạc X5 (gồm: Gil Lê, Jenny Hồng Nhung, Zed Linh Chi, Panda Hải Lê, Phương Suri. Zed và Suri rời nhóm được thay bằng Hannah Hà Phương và Yuu Quỳnh Nhi) dưới sự dẫn dắt của nhạc sĩ Dương Khắc Linh được thành lập từ năm 2011 qua cuộc thi Sáng bừng sức sống. Gil đảm nhiệm vai trò hát rap. Gây ấn tượng với mái tóc ngắn cá tính cùng hình ảnh unisex, Gil sớm trở thành cái tên nổi bật trong nhóm nhạc X5 ngay từ những ngày đầu đi hát. Đến nay, nữ ca sĩ cũng là thành viên duy nhất còn hoạt động trong showbiz Việt Nam sau khi X5 tan rã năm 2013.
Gil Lê hoạt động solo từ năm 2013 cho đến nay và được biết đến như một ca sĩ, MC được nhiều khán giả yêu mến, hình ảnh phong cách đẹp mạnh mẽ tựa như một nam thần và người có sức ảnh hưởng tại Việt Nam. Ngoài ra, Gil còn có nhiều tài lẻ khác như làm VJ, đóng quảng cáo, nấu ăn và rất giỏi võ thuật. Ít ai biết cô từng là võ sĩ và học rất nhiều môn khác nhau như: Wushu, Judo, Vịnh Xuân quyền... và gần đây nhất là MMA tại võ đường Liên Phong do Johnny Trí Nguyễn dạy.
Gil Lê là một ca sĩ, MC luôn được các chương trình tạp kỹ săn đón và được nhiều khán giả yêu mến. Từng là gương mặt VJ quen thuộc của một kênh truyền hình dành cho giới trẻ YanTV cùng với 2 thành viên của nhóm 365 là Isaac (We10 - Bảng xếp hạng âm nhạc quốc tế) và Will (Bếp chiến), cô cũng là MC dẫn dắt nhiều chương trình truyền hình ăn khách khác như X-Factor Vietnam mùa 2, The Look Việt Nam 2017, Dự án số 1 - The debut 2018, Giọng hát Việt nhí 2019, Thiếu niên nói, Siêu tài năng nhí (Super 10),... và dần ghi điểm với khán giả bởi phong cách dẫn dắt gần gũi và nhẹ nhàng cũng như nỗ lực tiến bộ để hoàn thiện vai trò MC.
- Năm 2015, Gil Lê lần đầu thử sức điện ảnh qua phim Yêu của đạo diễn Việt Max. Vai diễn giúp cô giành giải "Nữ diễn viên điện ảnh được yêu thích nhất" tại Lễ trao giải Ngôi sao xanh cùng nhiều đề cử khác. Ngoài ra, cô còn tham gia sitcom Gia đình ngũ quả,... Cùng năm, cô đã ra mắt MV "Em phải quên anh" như một món quà tặng fan.
- Năm 2016, Gil ra mắt single "Love Me More" một sáng tác của Kai Đinh mở màn cho loạt dự án đánh dấu sự trở lại âm nhạc của mình.
- Năm 2017, Gil Lê đã cho ra mắt MV mới mang tên "Shake it up" nhân dịp sinh nhật của mình. Shake it up là ca khúc có giai điệu sôi động, hiện đại và bắt tai do nhạc sĩ Châu Đăng Khoa sáng tác dành riêng cho cô.
- Năm 2018, như là một món quà thay lời cảm ơn đến những người hâm mộ đã đồng hành cùng mình trong thời gian vừa qua, Gil chính thức cho ra mắt MV "Nơi con tim yên bình". Đây là bài hát với giai điệu nhẹ nhàng được chấp bút bởi nhạc sĩ Dương Khắc Linh vào năm 2012 dành riêng cho nhóm X5 mà cô từng là thành viên, nhưng đến tận bây giờ cô mới quyết định ra mắt. Cũng trong năm này, Gil Lê cho ra mắt lyrics video cho bài hát "Calling U", một sáng tác của Andiez. Lyrics video này được thiết kế hình ảnh 3D đầu tiên của Việt Nam, xoay quanh nội dung video là những điều rất ý nghĩa và gắn bó đặc biệt với Gil như Đại gia đình Liến Húa, Mocha (Cô gái răng hô), Shadow - fanclub của Gil,...
- Năm 2019, lần đầu tiên Gil Lê tổ chức họp báo đánh dấu sự quay trở lại đường đua âm nhạc cùng bài hát "Người mình yêu chưa chắc đã yêu mình" một sáng tác của nhạc sĩ Vương Anh Tú, với dòng nhạc Pop Ballad có nội dung trải lòng về chuyện tình cảm đau buồn cho đi nhưng không được nhận lại mà bất cứ bạn nào cũng có thể gặp qua. Giai điệu nhẹ nhàng, với cảnh quay lãng mạn tại Hàn Quốc tạo nên nét thu hút trong câu chuyện tình buồn. Và cũng tại buổi họp báo này cô đã có những phút giây trải lòng hết sức chân thật về việc vào showbiz đã lâu nhưng bị chậm hơn so với các ca sĩ khác, các sản phẩm âm nhạc không được nổi trội khiến Gil thấy tiếc nuối cho quãng thời gian đó rất nhiều. Với lần comeback này, cô đã đầu tư và chuẩn bị cho mình thật kỹ lưỡng từ luyện tập thanh nhạc để cải thiện giọng hát đến đầu tư về mặt hình ảnh cho thấy sự nghiêm túc của anh trong chặng đường sắp tới.
- Ngày 13 tháng 9 năm 2020, Gil Lê ra mắt video âm nhạc "Sao người ta nỡ làm mình đau" là ca khúc được nhạc sĩ Hứa Kim Tuyền viết cách đây khoảng một năm, thuộc thể loại Chillhop (Chill music + Hiphop). Đây là màn "lột xác" về hình ảnh trong âm nhạc của cô so với phong cách từng được fan yêu thích trong "Người mình yêu chưa chắc đã yêu mình".
- Năm 2022-2023, Gil Lê bắt đầu trở lại đường đua âm nhạc khi tham gia chương trình The Heroes. Cô kết hợp với Minh Đinh, lấy tên đội là Shadow Wolves. Đội của họ liên tục dẫn đầu nhiều đêm liền và nhận được rất nhiều lời khen từ giám khảo và khán giả. Không ngoài mong đợi đội của Gil Lê đã đạt được ngôi vị quán quân.

## Danh sách đĩa nhạc

### Cùng với X5
- 1st album: We are one (16/02/2012)

#### Đĩa đơn
- Debut Single: Quên đi (13/10/2011)
- 2nd Single: Nơi con tim yên bình (14/02/2012)
- Tình yêu không chia cách
- Muốn nói với anh
- Hạnh phúc trong em
- Sống với ước mơ
- Thêm yêu con tim
- Hương sen
- Merry christmas melodies
- Tìm lại tình yêu ft. 365

#### Music videos
- Quên đi
- Một thế giới ft. Hà Okio & Vpop stars (2011)
- Nơi con tim yên bình (2012)
- Liên khúc Xuân 2012 ft. Vpop stars
- Merry Christmas melodies (2012)
- Tìm lại tình yêu ft. 365 (2012)

### Solo single

#### Đĩa đơn
- Cool up (2013)
- Unconditional (2014)
- Tada Xmas (2014) ft Chi Pu
- Em phải quên anh (2015)
- Love me more (2016)
- Shake it up (2017)
- Calling U (2018)
- Nơi con tim yên bình (2018)
- Người mình yêu chưa chắc đã yêu mình (2019)
- Sao người ta nỡ làm mình đau (2020)

## Video âm nhạc
| Tựa đề                                 | Năm  | Đạo diễn                                       | Cùng với |
| -------------------------------------- | ---- | ---------------------------------------------- | --- |
| "Quên đi"                              | 2011 |                                                | X5 |
| "Một thế giới"                         | 2011 | Trần Đình Hiền                                 | Hà Okio, Thanh Bùi, Đoan Trang, Hà Anh Tuấn, Phan Anh, Tùng Dương, BTV Mỹ Linh, Tú Vi, Trang Pháp, X5, V.Music, Hòa Mi, Chí Thiện, Nathan Lee, Quốc Thiên, Thảo Trang, Nguyên Khang, S Dương Cầm, Cẩm Tú, Adam Band, Nguyên Linh, Background Band, Pi Band,...                              |
| "Liên khúc xuân 2012"                  | 2012 | Yan Nguyễn                                     | Ngô Kiến Huy, MiA, Don Nguyễn, Yến Nhi, Khổng Tú Quỳnh, Nam Cường, Lady Q, 365, Takej Minh Huy, Ưng Đại Vệ, X5, Dương Ngọc Đàm, Jennifer Phạm, Ông Cao Thắng, Lương Minh Trang, khán giả (FC)                                                                                               |
| "Nơi con tim yên bình"                 | 2012 | Alexis Vũ                                      | X5 |
| "Bâng khuâng Trường Sa"                | 2012 |                                                | Quốc Thiên, Ông Cao Thắng, Đông Nhi, Noo Phước Thịnh, Bích Phương, Vũ Ngọc Ánh, Sĩ Thanh, Thiên Trang, Đàm Phương Linh, X5, Nukan Trần Tùng Anh, Lều Phương Anh, Hà Okio) |
| "Tìm lại tình yêu"                     | 2012 | Danny Đỗ                                       | X5 & 365 |
| "Merry Christmas melodies"             | 2012 | Thăng Long                                     | X5 |
| "Sống thật một cá tính"                | 2012 |                                                | Đông Nhi & Suboi |
| "Quái phong cách"                      | 2013 |                                                | |
| "Unconditional"                        | 2014 | Nick Nguyễn                                    | |
| "Sẵn sàng bùng nổ"                     | 2014 | Trần Đình Hiền                                 | Thu Minh, Thanh Bùi, Noo Phước Thịnh, Minh Hằng, Đông Nhi, Ông Cao Thắng, JustaTee, 365, Khả Ngân, Chi Pu, Petey Majik Nguyễn, Võ Ngọc Trai, Sĩ Thanh, Yumi Dương, Ngọc Thảo, Đàm Phương Linh, Trần Quang Bảo                                                                               |
| "V"                                    | 2014 | Triệu Quang Huy                                | Mr. Hưng and Black Infinity Band, Mr. Lê Hoàng (Metalmorph), Cối Kê, Chi Pu, Hoàng Tôn, Khổng Tú Quỳnh, Only C, Băng Di, Sĩ Thanh, Ngọc Thảo, Nam Cường, Đàm Phương Linh, Karik, Trang Pháp, Trung Quân Idol, 365, Hằng BingBoong, Cường Seven, Khả Ngân, Quốc Thiên, Bích Phương, JustaTee |
| "Tada Xmas"                            | 2014 | Kai ĐInh                                       | Chi Pu |
| "Em phải quên anh"                     | 2015 | Việt Max                                       | |
| "Love me more"                         | 2016 | Gin Trần                                       | |
| "Shake it up"                          | 2017 | Trầm Nguyễn Bình Nguyên                        | |
| "Nơi con tim yên bình"                 | 2018 | Trầm Nguyễn Bình Nguyên                        | |
| "Người mình yêu chưa chắc đã yêu mình" | 2019 | Gin Trần                                       | |
| "Sao người ta nỡ làm mình đau "        | 2020 | Alex Fox, Dasha Nguyễn, Quân Nguyễn BLAZE team | |

## Giải thưởng
| Năm  | Giải thưởng              | Hạng mục                                  | Đề cử cho                                   | Kết quả   | Tham khảo |
| ---- | ------------------------ | ----------------------------------------- | ------------------------------------------- | --------- | --------- |
| 2012 | zing Music Awards        | Nhóm nhạc được yêu thích nhất             | Nhóm X5                                     | Đoạt giải |           |
| 2013 | zing Music Awards        | Top 10 nữ nghệ sĩ được yêu thích nhất     | Bản thân                                    | Đề cử     |           |
| 2014 | Yan Vpop 20 Awards       | Top 20 ca sĩ của năm                      | Bản thân                                    | Đoạt giải |           |
| 2014 | Yan News                 | Nghệ sỹ được yêu thích                    | Bản thân                                    | Đoạt giải |           |
| 2015 | Ngôi Sao Xanh            | Nữ diễn viên điện ảnh được yêu thích nhất | Phim "Yêu"                                  | Đoạt giải | [ 1 ]     |
| 2016 | V Live Awards 2016       | Best V Star                               | Bản thân                                    | Đoạt giải |           |
| 2017 | VLIVE Awards 2017        | Best Celebrity Host                       | Chương trình "Show boss your love "         | Đề cử     |           |
| 2017 | VLIVE Awards 2017        | Best Celebrity Host                       | Chương trình "Follow me "                   | Đề cử     |           |
| 2018 | VLive Awards2018         | Best Live Artist                          | Bản thân                                    | Đoạt giải |           |
| 2018 | VLive Awards2018         | Best V Show                               | Follow me                                   | Đoạt giải |           |
| 2019 | V Heartbeat Live tháng 6 | No.1 V Heartbeat rank                     | Bài hát "Người mình yêu chưa chắc yêu mình" | Đoạt giải |           |
| 2019 | V Heartbeat Live tháng 7 | No.1 V Heartbeat rank                     | Bài hát "Người mình yêu chưa chắc yêu mình" | Đoạt giải |           |
| 2019 | ELLE Style Awards        | Nữ ca sĩ phong cách nhất của năm          | Bản thân                                    | Đề cử     |           |
| 2020 | VLIVE Awards 2020        | V Fanship Community                       | Fandom Shadow                               | Đề cử     |           |

## Danh sách các chương trình
| Năm  | Chương trình                                             | Vai trò                                     | Kênh              |
| ---- | -------------------------------------------------------- | ------------------------------------------- | ----------------- |
| 2013 | WE10 - Bảng xếp hạng âm nhạc quốc tế                     | VJ                                          | YanTV             |
| 2014 | Ai thông minh hơn học sinh lớp 5?                        | Người chơi (Mùa 3 - Tập 51)                 | VTV6              |
| 2014 | Bữa trưa vui vẻ                                          | Khách mời (17/11/2014)                      | VTV6              |
| 2014 | Đừng để tiền rơi                                         | Người chơi (Mùa 1)                          | VTV3              |
| 2014 | Lớp học vui nhộn                                         | Khách mời (Tập 44)                          | Yeah1TV           |
| 2014 | Tôi toả sáng                                             | Dẫn chương trình (19/7)                     | VTV9              |
| 2014 | WE10 - Bảng xếp hạng âm nhạc quốc tế                     | VJ                                          | YanTV             |
| 2014 | Bếp chiến                                                | MC                                          | YanTV             |
| 2015 | Radio 88.8                                               | Khách mời                                   | YanTV             |
| 2015 | WE10 - Bảng xếp hạng âm nhạc quốc tế                     | VJ                                          | YanTV             |
| 2015 | Chung sức                                                | Người chơi (Tập 1)                          | HTV7              |
| 2015 | Người đi xuyên tường                                     | Người chơi (Mùa 1-tập 8)                    | VTV3              |
| 2015 | Bếp chiến                                                | MC                                          | YanTV             |
| 2016 | The voice kids                                           | Dẫn chương trình                            | VTV3              |
| 2016 | The Face Vietnam                                         | Dẫn chương trình (Tập 12 Chung Kết)         | VTV3              |
| 2016 | The X Factor Việt Nam                                    | Dẫn chương trình (Mùa 2)                    | VTV3              |
| 2016 | The Remix - Hoà âm ánh sáng                              | Dẫn chương trình (Livestream)               | VTV3              |
| 2016 | Thử tài thách trí                                        | Người chơi (Tập 55)                         | HTV7              |
| 2016 | Ai là triệu phú                                          | Người chơi                                  | VTV3              |
| 2016 | Chuẩn cơm mẹ nấu                                         | Người chơi (Tập 23)                         | VTV3              |
| 2016 | Làng hài mở hội                                          | Giám khảo khách mời (Tập 7)                 | HTV7              |
| 2016 | 1000 độ hot                                              | Mc, Ca sĩ khách mời (Tập 3,5,9,10,11)       | HTV7              |
| 2016 | Giọng ải giọng ai                                        | Người chơi khách mời (Tập 4)                | HTV7              |
| 2016 | Giải mã cơ thể                                           | Người chơi cố định                          | HTV7              |
| 2016 | Ai cũng bật cười- Gương cười: Điệp viên 007              | Người chơi khách mời (Tập 7)                | HTV2              |
| 2016 | Ai cũng bật cười - Sáng tạo bá đạo                       | Người chơi khách mời (Tập 15)               | HTV2              |
| 2016 | Kỳ tài thách đấu                                         | Người chơi khách mời (Tập 6)                | HTV7              |
| 2016 | Biệt đội X6                                              | Khách mời (Tập 10)                          | HTV7              |
| 2017 | The Look Việt Nam                                        | Host                                        | VTV3              |
| 2017 | YouTube Fanfest 2017                                     | Host                                        | YouTube           |
| 2017 | Show "boss" your love                                    | Host                                        | V Live.Tv         |
| 2017 | Follow me season 1                                       | Host                                        | V Live.Tv         |
| 2017 | Vị khách bí ẩn                                           | Khách mời (Tập 31)                          | VTV9              |
| 2017 | Bí mật đêm chủ nhật                                      | Khách mời (Tập 7)                           | HTV7              |
| 2017 | Người bí ẩn                                              | Người chơi khách mời (Mùa 4 - Tập 4)        | HTV7              |
| 2018 | Ơn giời cậu đây rồi!                                     | Người chơi khách mời (Mùa 4 - Tập 10)       | VTV3              |
| 2018 | Giọng ải giọng ai                                        | Người chơi khách mời (Mùa 3 - Tập 9)        | HTV7              |
| 2018 | Follow me season 2                                       | Host                                        | VLive.TV          |
| 2018 | Hey kitchen! Who am I?                                   | Host                                        | VLive.TV          |
| 2018 | Dự án số 1- The debut Việt Nam                           | Host                                        | VTV3              |
| 2019 | Fer Fer show                                             | Khách mời (Tập 3)                           | VLive.TV          |
| 2019 | Phòng khám 4.0                                           | Khách mời (Tập 2)                           | VLive.TV          |
| 2019 | 8 di động                                                | Khách mời (Tập cuối)                        | VLive.TV          |
| 2019 | Lời chưa nói                                             | Khách mời (Tập 21)                          | HTV7              |
| 2019 | Ơn giời cậu đây rồi!                                     | Người chơi khách mời (Mùa 6 - Tập 6)        | VTV3              |
| 2019 | Pijama Party                                             | Khách mời (27/5/2019)                       | Kênh 14(Kinglive) |
| 2019 | Bữa trưa vui vẻ                                          | Khách mời (7/8/2019)                        | VTV6              |
| 2019 | Ca sĩ bí ẩn                                              | Khách mời (Mùa 3- Tập 10)                   | HTV7              |
| 2019 | Nhanh như chớp                                           | Người chơi (Mùa 2 - Tập 6,11)               | HTV7              |
| 2019 | Người bí ẩn                                              | Người chơi khách mời (Mùa 6- Tập 15)        | HTV7              |
| 2019 | Bộ ba siêu đẳng                                          | Người chơi (Tập 13)                         | VTV3              |
| 2019 | Ô hay gì thế này                                         | Người chơi khách mời (Tập 13)               | VTV3              |
| 2019 | Giọng hát Việt nhí                                       | Dẫn chương trình                            | VTV3              |
| 2019 | Follow me season 3 - Speak up                            | Host                                        | VLive.TV          |
| 2019 | Confetti Việt Nam                                        | Dẫn chương trình host (Mùa 2)               | Facebook          |
| 2019 | Khi chàng vào bếp                                        | Khách mời (Mùa 2 - Tập 21)                  | HTV7              |
| 2019 | Quả cầu bí ẩn                                            | Người chơi (Tập 4)                          | VTV3              |
| 2019 | Người ấy là ai                                           | Cố vấn khách mời (Mùa 2- Tập 13)            | HTV2              |
| 2019 | Tôi tuổi teen                                            | Cố vấn khách mời (Tập 9)                    | HTV7              |
| 2020 | Thiếu niên nói                                           | Người dẫn chương trình (Tập 1,2,4,7,8,9,10) | VTV3              |
| 2020 | Ký ức vui vẻ                                             | Người chơi khách mời (Mùa 2 - Tập 20)       | VTV3              |
| 2020 | Cặp đôi cạp đi                                           | Khách mời (Tập 2)                           | VLive.TV          |
| 2020 | Ca sĩ bí ẩn                                              | Khách mời (Mùa 4-Tập 1)                     | HTV7              |
| 2020 | 7 Nụ cười Xuân                                           | Người chơi khách mời (Mùa 3 - Tập 13)       | HTV7              |
| 2020 | Chọn ai đây                                              | Người chơi khách mời (Tập 7)                | HTV7              |
| 2020 | Chọn ngay đi                                             | Người chơi khách mời (Tập 6)                | HTV7              |
| 2020 | Người ấy là ai                                           | Cố vấn khách mời (Mùa 3 - Tập 8, 13)        | HTV2              |
| 2020 | Kỳ tài thách đấu                                         | Người chơi khách mời (Mùa 4 - Tập 1)        | HTV7              |
| 2020 | Siêu tài năng nhí (Super 10)                             | Người dẫn chương trình (Mùa 1)              | HTV7              |
| 2020 | Vô lăng tình yêu                                         | Cố vấn khách mời (Tập 3,4)                  | HTV7              |
| 2020 | Bếp vui bùng vị                                          | Người chơi khách mời (Tập 10)               | HTV2              |
| 2020 | Khuôn mặt đáng tin                                       | Người chơi khách mời (Tập 12)               | HTV7              |
| 2021 | SV 2020                                                  | Giám khảo (Tập 10)                          | VTV3              |
| 2021 | Liên hoan tiếng hát Hoa phượng đỏ toàn quốc 2020         | Dẫn chương trình (đêm chung kết)            | VTV3, VTV6        |
| 2021 | Thiếu niên nói                                           | Ca sĩ khách mời (Tập 4)                     | VTV3              |
| 2021 | Giọng hát Việt nhí thế hệ mới                            | Dẫn chương trình (từ Vòng Đột phá)          | VTV3              |
| 2021 | Siêu tài năng nhí (Super 10)                             | Người dẫn chương trình (Mùa 2)              | HTV7              |
| 2022 | 7 Nụ cười Xuân                                           | Người chơi khách mời (Mùa 5 - Tập 8)        | HTV7              |
| 2022 | The Champion                                             | Võ sĩ (Tập 9)                               | VTV3              |
| 2022 | Không Trà Thì Bánh                                       | Khách mời                                   |                   |
| 2022 | Đẳng cấp thực khách                                      | Người dẫn chương trình                      | FPT Play          |
| 2022 | The Masked Singer Vietnam (Ca sĩ mặt nạ)                 | Cố vấn khách mời (Mùa 1 - Tập 6)            | HTV7              |
| 2022 | Dấu ấn hệ bản lĩnh                                       | Người dẫn chương trình                      | HTV7              |
| 2022 | Người ấy là ai                                           | Cố vấn khách mời (Mùa 4 - Tập )             | HTV7              |
| 2022 | Siêu tài năng nhí (Super 10)                             | Người dẫn chương trình (Mùa 3)              | HTV7              |
| 2022 | Vì sao đưa sao tới                                       | Khách mời (Tập 2)                           | Kênh 14           |
| 2022 | Find My Fan                                              | Khách mời (Tập 7)                           | HTV7              |
| 2022 | The Heroes Idol Camp - Thần tượng đối thần tượng         | Đội thi                                     | VTV3              |
| 2023 | Ảo thuật sắc đẹp                                         | Cố vấn khách mời (Mùa 2 - Tập 7,8)          | HTV7              |
| 2023 | Người ấy là ai                                           | Cố vấn khách mời (Mùa 5 - Tập 2)            | HTV7              |
| 2023 | Podcast Chuyện thứ VI                                    | Khách mời                                   | Báo Thanh Niên    |
| 2023 | Nhật ký ban công                                         | Khách mời (Tập 11)                          |                   |
| 2023 | Chạy đâu cho thoát                                       | Người chơi cố định                          | HTV7              |
| 2023 | Siêu tài năng nhí (Super 10)                             | Người dẫn chương trình (Mùa 4)              | HTV7              |
| 2024 | Thiếu Niên Nói - Thiếu Niên Toả Sáng                     | Người dẫn chương trình (Mùa 3)              | VTV3              |
| 2024 | Street Woman Fighter Vietnam - Nữ hoàng vũ đạo đường phố | Người dẫn chương trình                      | HTV7              |
| 2024 | Chị đẹp đạp gió                                          | Thí sinh (mùa 2)                            | VTV3              |

## Phim
| Năm  | Tựa phim                         | Vai diễn                  | Ghi chú       |
| ---- | -------------------------------- | ------------------------- | ------------- |
| 2013 | Thần tượng                       |                           | Phim điện ảnh |
| 2014 | Gia đình ngũ quả                 | Nguyễn Sung               | Phim sitcom   |
| 2015 | Yêu                              | Tú                        | Phim điện ảnh |
| 2016 | Tỉnh giấc tôi thấy mình trong ai | Khách mời Gil Lê          | Web drama     |
| 2019 | Ngôi nhà bươm bướm               | Khách mời Gil Lê          | Phim điện ảnh |
| 2019 | Anh thầy ngôi sao                | Nhà sản xuất, giám đốc Lê | Phim điện ảnh |
| 2019 | Bà 5 Bống, tập 1 phần 2          | Ca sĩ Gil Lê              | Web drama     |
| 2020 | Xóm sân si, tập 8                | Bác sĩ Lê Thanh Trực      | Web drama     |

## Hoạt động khác
Gia đình Gil Lê kinh doanh hủ tiếu Liến Húa.